# Emilie Autumn
Emilie Autumn Liddell (Malibu, Kalifornija, 22. rujna 1979.) je američka pjevačica, pjesnikinja i violinistica. 

## Životopis

### Počeci
Već u četvrtoj godini je počela pisati note i vježbati na violini. Inspirirao ju je Nigel Kennedy i drugi violinisti. S deset godina se upisala u Colburn školu Primijenjene umjetnosti, koju je ubrzo napustila. U petnaestoj godini je već pokazala svoja umijeća i istakla neobični stil odijevanja i glazbe. Sa sedamnaest je počela bojiti kosu. Eksperimentirala je s ljubičastom bojom i svjetlijim tonovima, ali nedugo zatim se odlučila za crveno-ružičastu boju, po kojoj je i danas prepoznatljiva. S godinama, sve ju je više zanimao renesansni stil, srednjovjekovno doba i barok. 2000. godine je osmislila vlastitu izdavačku kuću, Traitor Records, a nedugo zatim je snimila i svoj prvi, debitantski album On a Day..., koji se sastoji od skladbi izvođenih na violini. Album je snimljen samo u jedan dan, pa je po tome i dobio ime.
Zbog manjka potpore njenog menadžera, Emilie seli u Chicago početkom 2001. godine. U čast žrtvama terorističkog napada 11.rujna 2001. godine, izdaje album By The Sword, a sve je prihode od njegove prodaje donirala u dobrotvorne svrhe. Iste godine započinje na radu na svom novom abumu Enchant, kojeg završava 2003. godine.

## Solo karijera
Iako je slijedila svoj vlastiti žanr, postala je poznata po suradnji s Courtney Love, udovicom frontmena sastava Nirvane, Kurta Cobaina. Courtney ju je odvela u Francusku, gdje su radili na njenu albumu America's Sweetheart. Nakon turneje sa sastavom The Chelsea, Emilie se vraća u Chicago, gdje 2005. godine započinje solo karijeru. U rujnu 2005. godine radi na svom novom albumu Opheliac. Pri kraju 2005. godine okuplja prateći sastav zvan "The Bloody Crumpets". Tijekom godina sastav se mijenja, a trenutnu postavu sačinjavaju Lady Aprella, Miss Maggots, Little Lucina, Ulorin Vex, Mistress Apnea, Vecona i Veronica Varlow. Maskota pratećeg sastava je plišani medvjedić zvani "Suffer" (patnja). 2006. godine je izdala svoj album, Opheliac. Iste je godine izdala i album Laced/Unlaced, koji se sačinjava od dva CD-a. Prvi disk, Laced, je reizdanje njezinog debitantskog albuma On a Day..., s dodatnih pet pjesama, snimljenih na nastupima. Drugi disk, Unlaced, iskazuje njezin "viktorijanskoindustrijalski" stil, pa se u originalnim pjesmama na tom disku mogu čuti izvedbe violinom, čembalom, električnom violinom, sintisajzerom,bubnjevima i drugim glazbalima. Tijekom svoje karijere bila je na turnejama i s Ulorin Vex, modelom, te Lady Joo Hee, violončelisticom. O njenom privatnom životu ne zna se mnogo, tek da joj je majka bila inspiracija pri stvaranju maštovitih kostima. Vegetarijanka je.

## Diskografija

### Albumi
- On a Day... (2000.)
- Enchant (2003.,reizdanje 2007.)
- Your Sugar Sits Untouched (2005.,recitirane pjesme)
- Opheliac (2006.)
- Laced/Unlaced (2007.)
- A Bit O' This & That (2007.)

### Proširena izdanja i singlovi
- "Chambermaid" (2001.,prošireno izdanje)
- "By the Sword" (2001.,prošireno izdanje)
- "Liar"/"Dead Is The New Alive" (2007.)
- "4 o'Clock" (2008.)
- "Girls Just Wanna Have Fun"/"Bohemian Rhapsody Double Feature" (2008.,prošireno izdanje)

### Gostovanja na albumima
- Prateći vokal i violina u albumu Courtney Love, "America's Sweetheart"
- Pjesma "Organ Grinder" na albumu Saw III, zvučnom zapisu (soundtracku) iz istoimenog filma
- Remix verzija pjesme "Dead Is The New Alive" na albumu Saw IV, zvučnom zapisu iz istoimenog filma

## Vanjske poveznice
- Službena stranica
- Stranice obožavatelja  Arhivirana inačica izvorne stranice od 19. lipnja 2019. (Wayback Machine)
- Stranice MySpacea Emilie Autumn